# Даугб'єргські вапняні катакомби
56°26′34″ пн. ш. 9°08′30″ сх. д. / 56.4427° пн. ш. 9.14167° сх. д.
Даугб'єргські вапняні катакомби (Daugbjerg Kalkgruber), розташовані за 6 кілометрів на південь від Стогольма та за 16 кілометрів на захід від Віборга, є найстарішою вапняковою шахтою в Данії. Однак вапно більше не видобувають у кар’єрах, які замість цього використовують для зберігання сиру та інших харчових продуктів і як туристичний об’єкт.

## Історія
Вапнякова формація була створена 60 мільйонів років тому, і вже майже 1000 років тому люди почали видобувати вапняк, спочатку у відкритих кар'єрах, але пізніше також у катакомбах. Вапно різали і виносили вручну. У 17 столітті Йенс Лангкнів і його люди використовували катакомби як місце притулку. Коли вапно скінчилося, про них забули.

## Природа
Вапняк у цьому районі знаходиться високо в шарах ґрунту, оскільки він був виштовхнутий вгору соляним куполом, який лежить нижче. Катакомби в Даугб'єргу та неподалік від Монстеда розташовані в горбистій лісовій місцевості, і вони є притулком для тисяч кажанів. Катакомби є одними із найважливіших місць зимівлі кажанів у Європі, а серед 5 видів, які впадають у сплячку, є також рідкісний ставковий кажан.
Територія площею близько 12 га навколо вапнякових кар’єрів Даугб’єрг охороняється.

## Культура
Даугб'єргські вапняні катакомби є приватною власністю і зараз функціонують як туристичний центр. Багато шахтних тунелів є загальнодоступними, але є також зони, які огороджені, оскільки вони використовуються для дозрівання їжі, яка цього потребує. В основному це стосується сиру, але також ковбаси та вино дозрівають при постійній температурі та вологості.
У загальнодоступних місцях є різноманітні виставки про гірничу справу, Єнса Лангкніва та геологічні теми.